# Oleksandr Kajdasch
Oleksandr Wiktorowytsch Kajdasch (ukrainisch Олександр Вікторович Кайдаш, engl. Transkription Oleksandr Kaydash; * 30. Mai 1976 in Rubeschnoje) ist ein ukrainischer Sprinter.
Bei den Olympischen Spielen 2000 in Athen schied er sowohl im 400-Meter-Lauf wie auch mit der ukrainischen Mannschaft in der 4-mal-400-Meter-Staffel in der Vorrunde aus.
Bei den Leichtathletik-Europameisterschaften 2002 in München war er der Schlussläufer der ukrainischen Stafette, die aufgrund der nachträglichen Disqualifikation der britischen Mannschaft Gold in der 4-mal-100-Meter-Staffel gewann.
2004 wurde Kajdasch bei einer Dopingkontrolle positiv auf die Substanz  Norandrosteron getestet und wegen dieses Verstoßes gegen die Dopingbestimmungen für zwei Jahre gesperrt.

## Persönliche Bestzeiten
- 60 m (Halle): 6,70 s, 16. Februar 2002, Kiew
- 100 m: 10,47 s, 26. Mai 2003, Kiew
- 200 m: 20,94 s, 27. Mai 2003, Kiew
  - Halle: 21,19 s, 22. Februar 2002, Chemnitz
- 400 m: 45,94 s, 4. August 2000, Kiew